# Langelot et le Plan Rubis
Langelot et le Plan Rubis est le vingt-huitième roman de la série Langelot, écrite par le Lieutenant X (Vladimir Volkoff). Paru pour la première fois en 1977, dans la Bibliothèque verte, le roman constitue le deuxième volet d'une tétralogie mettant en scène le traître Cordovan :
- Langelot sur l'Île déserte,
- Langelot et le Plan Rubis,
- Langelot passe à l'ennemi,
- Langelot gagne la dernière manche.

## Principaux personnages
- Langelot : sous-lieutenant, agent peu expérimenté du Service National d'Information Fonctionnelle (S.N.I.F.), blond, 1,68 m, mince, « traits menus mais durs », orphelin.
- Gaspard, Esbon et « Mistigri » (Gersende d'Holbach) : aspirants, agents du SNIF.
- Capitaine Montferrand : chef direct de Langelot.
- Didier : commissaire de la DST.
- Noémi Gracieux : secrétaire de Cordovan au Deuxième Bureau, fille d'officier, sérieuse et jolie.
- Les trois femmes chargées d'enlever et de surveiller Noémi Gracieux, que Langelot surnomme « les sorcières » ou « les Carabosses ».
- Jacques Corsetier, dit Cordovan : ex-capitaine de l'ALAT, passé à l'ennemi, chef du Service de Subversion du pays totalitaire désigné 4584.
- Suzanne et Alexandre Legrand : mariniers et bateliers de La Belle Faisane.

## Résumé
L'action du roman se déroule en moins de 24 h (depuis environ vingt-et-une heures à vingt heures).
Langelot, Gaspard, Esbon et « Mistigri » (tous quatre officiers et agents du SNIF), sont chargés par le capitaine Montferrand de surveiller l'appartement de Noémi Gracieux, ancienne secrétaire de Jacques Corsetier, dit Cordovan, lorsqu'il était au Deuxième Bureau. Celui-ci, qui souhaite instaurer en France un régime dictatorial par la prise du pouvoir violente, est soupçonné par le SNIF d'avoir confié l'un des trois exemplaires du Plan Rubis à son ex-secrétaire, les deux autres étant en sa possession. Ce plan prévoit les modalités concrètes de prise du pouvoir par Cordovan, les personnes et les ressources mises en œuvre. Il se présente sous la forme d'une chemise de couleur rouge, de format commercial, contenant 279 feuillets dactylographiés.
Cordovan souhaite remettre la main sur ce troisième exemplaire du Plan Rubis, afin que les informations qu'il contient échappent aux services de renseignement français. Il faut donc surveiller Noémi Gracieux sans cesse, afin de détecter tout contact, probable, avec Cordovan. 
Noémi est surveillée par plusieurs équipes qui se relaient, et Langelot, ce soir là, en raison de son expérience, commande l'un des groupes chargés de la surveillance. Il est chef de mission.
Alors que le tour de l'équipe touche presque à sa fin et que les quatre agents secrets attendent d'être relevés, ils constatent que Mme Gracieux n'est plus dans son logement. Rien n'indique si elle l'a quitté de plein gré ou de force ; des traces de lutte sont visibles dans l'appartement, qui communique secrètement avec un appartement de l'immeuble voisin.
Langelot pense qu'elle a été soit enlevée, soit exfiltrée non seulement au moyen d'une camionnette de marque Renault, beige, mais aussi avec un camion Berliet marron marqué « Magasins de décors de l'Opéra. » Il contacte alors le commissaire Didier, de la DST, vieille connaissance, en le priant de faire rechercher le poids lourd en question.
Les agents secrets sont informés que le camion se trouve près de la ferme Martineau, sur la départementale 116, proche d'Arpajon. Se rendant sur les lieux, ils sont pris pour cibles par les malfaiteurs, trois femmes revêches, surnommées les sorcières par Langelot ; celles-ci s'échappent de nouveau.
Poursuivant leur enquête, les agents secrets découvrent que les terroristes se cachent à l'hôtel Super Plazza près de la Porte Maillot, à Paris. Langelot tente de délivrer Noémi Gracieux de ses geôliers. Cette dernière le pousse dans le vide. Langelot s'en sort de justesse. Noémi tente de s'enfuir avec l'aspirant Gaspard ; ses trois geôliers la reprennent et s'échappent.
Les agents secrets découvrent bientôt que Noémi et ses ravisseurs vont chercher refuge sur une péniche, La Belle Faisane. Après une suggestion de Langelot, Montferrand ordonne la mission Galliforme. Les agents secrets investissent par surprise la péniche, y font aisément prisonniers le couple de bateliers (les époux Legrand) et les débarquent : Langelot et Mistigri prennent leur place. Arrivés à leur tour sur la péniche, les malfaiteurs s'enferment avec leur prisonnière, qui a apporté un portrait de Cordovan, dans un compartiment secret du navire. Langelot et Mistigri, soigneusement déguisés, maculés de charbon, se font passer pour les époux Legrand, ce qui est d'autant plus facile qu'aucune des quatre femmes ne les a jamais vus auparavant.
Noémi, maltraitée, n'avoue pas l'emplacement du Plan Rubis. La péniche descend la Seine, sans aucune information ni nouvelle péripétie. C'est l'attente.
Soudainement, l'ex-officier traître Cordovan rejoint la péniche par hélicoptère. Il souhaite bien entendu récupérer le Plan Rubis ; une fois que Noémi lui en a indiqué l'astucieuse cache, Cordovan ordonne froidement l'exécution de la jeune femme. Cette dernière est une patriote, de bonne foi, bernée par Cordovan depuis le début. Cordovan remonte à bord de l'hélicoptère avec son escorte et quitte la péniche.
Langelot et Mistigri sauvent Noémi Gracieux d'un assassinat certain. Les forces de l'ordre, restées cachées jusqu'alors dans le cadre du plan Galliforme, sortent de leurs cachettes et rejoignent la péniche : Noémi Gracieux n'a pas trahi et le Plan Rubis, qu'elle a soustrait, est aisément obtenu, privant Cordovan de ce troisième exemplaire. Le Plan Rubis est éventé et Cordovan, ignorant le sort de son document, ne peut risquer d'en faire usage. Le seul « raté » de l'opération est que Cordovan reste en liberté.

## Éditions
- 1977 - Hachette, Bibliothèque verte (français, version originale), illustré par Maurice Paulin (sauf image de couverture).

## Remarques autour du roman
- L'auteur orthographie le prénom de Noémi Gracieux sans "e" final. Noémi signifie « gracieux » en hébreu. Cette jeune secrétaire patriote est par conséquent deux fois gracieuse.
- Le capitaine Montferrand évoque (page 22, édition Hachette) l'existence d'un chef du réseau terroriste mis en place par Cordovan en France. Celui-ci n'est pas identifié en fin de roman.
- Le capitaine Montferrand répond à Langelot (page 25, édition Hachette) que la "seule amie" de la sérieuse Noémi Gracieux est sa machine à écrire ; c'est justement sous celle-ci qu'elle a caché l'exemplaire du Plan Rubis en sa possession.
- En 1977, date de parution du roman, le Deuxième Bureau n'est plus un service de renseignement français, ayant pratiquement disparu en 1939[1].
- Le « Plan Rubis » peut s'inspirer d'une transposition par l'auteur du « réseau Saphir », un réseau soviétique nommé Saphir, qui a pénétré le SDECE et l'entourage immédiat du Général de Gaulle (voir : Philippe Thyraud de Vosjoli et Georges Pâques).
- Le batelier Alexandre Legrand constitue manifestement un jeu de mots.
- Il n'existe pas d'hôtel "Super Plazza", ni à Paris, où se trouve le fameux Plaza Athénée, ni davantage Porte Maillot, qui concentre plusieurs hôtels de prestige de grandes tailles.
- Dans le roman qui suit, Langelot passe à l'ennemi, Cordovan défait à l'issue de cet épisode, se réfugie au « Pays Noir » (petit pays européen totalitaire), dans la sinistre « Maison Noire » (une sorte de Loubianka).
- Il s'agit du premier roman de la série dont la couverture n'est pas illustrée par Maurice Paulin.